# Präsidentschafts- und Parlamentswahl in Uganda 2016
Die Präsidentschafts- und Parlamentswahl in Uganda 2016 fand am 18. Februar statt. Gewählt wurden der Präsident und alle 426 Mitglieder des Parlaments.

## Ergebnisse

### Präsidentschaftswahl
| Kandidaten                                                         | Kandidaten             | Parteien                     | Stimmen    | %    |
| ------------------------------------------------------------------ | ---------------------- | ---------------------------- | ---------- | ---- |
|                                                                    | Yoweri Museveni        | National Resistance Movement | 5.971.872  | 60,6 |
|                                                                    | Kizza Besigye          | Forum for Democratic Change  | 3.508.687  | 35,6 |
|                                                                    | Amama Mbabazi          | Go Forward                   | 136.519    | 1,4  |
|                                                                    | Abed Bwanika           | People’s Development Party   | 89.005     | 0,9  |
|                                                                    | Venansius Baryamureeba | unabhängig                   | 52.798     | 0,5  |
|                                                                    | Faith Kyalya           | unabhängig                   | 42.833     | 0,4  |
|                                                                    | Benon Biraaro          | Uganda Farmers Party         | 25.600     | 0,3  |
|                                                                    | Joseph Mabirizi        | unabhängig                   | 24.498     | 0,2  |
| Gesamt                                                             | Gesamt                 | Gesamt                       | 9.851.812  | 100  |
|                                                                    |                        |                              |            |      |
| Ungültige Stimmen                                                  | Ungültige Stimmen      | Ungültige Stimmen            | 477.319    | 4,6  |
| Wähler                                                             | Wähler                 | Wähler                       | 10.329.131 | 67,6 |
| Wahlberechtigte                                                    | Wahlberechtigte        | Wahlberechtigte              | 15.277.198 |      |
|                                                                    |                        |                              |            |      |
| Quellen: Electoral Commission, Ergebnis – nach Distrikten – Report |                        |                              |            |      |

### Parlamentswahl
| Listen                                                           | Listen                        | Mandate        | Mandate     | Mandate        | Mandate |
| Listen                                                           | Listen                        | Direktwahl     | Direktwahl  | Indirekte Wahl | Gesamt  |
| Listen                                                           | Listen                        | Wahlkreissitze | Frauensitze | Indirekte Wahl | Gesamt  |
| ---------------------------------------------------------------- | ----------------------------- | -------------- | ----------- | -------------- | ------- |
|                                                                  | National Resistance Movement  | 199            | 84          | 10             | 293     |
|                                                                  | Forum for Democratic Change   | 29             | 7           | –              | 36      |
|                                                                  | Democratic Party              | 13             | 2           | –              | 15      |
|                                                                  | Uganda People’s Congress      | 4              | 2           | –              | 6       |
|                                                                  | Unabhängige                   | 44             | 17          | 5              | 66      |
| Uganda People's Defence Force                                    | Uganda People's Defence Force | –              | –           | 10             | 10      |
| Gesamt                                                           | Gesamt                        | 289            | 112         | 25             | 426     |
|                                                                  |                               |                |             |                |         |
| Quellen: Electoral Commission, Ergebnis – Liste der Abgeordneten |                               |                |             |                |         |